# Christopher Walken
Christopher Walken (Nova Iorque, 31 de março de 1943) é um ator americano. Atuou em mais de 100 filmes e programas de televisão, incluindo Annie Hall, The Deer Hunter (br: O Franco-Atirador), The Prophecy, The Dogs of War, Sleepy Hollow, Brainstorm, The Dead Zone (br: A Hora da Zona Morta), A View to a Kill, At Close Range, King of New York, True Romance, Catch Me If You Can, Pulp Fiction, Wedding Crashers, Click,Hairspray e Dune: Part Two, bem como em videoclipes de artistas como Madonna, Journey e Fatboy Slim.
Os filmes de Walken totalizaram mais de 1,8 bilhões de dólares nas bilheterias dos Estados Unidos. Também interpretou o papel principal nas peças Hamlet, Macbeth, Romeo and Juliet e Coriolanus, de William Shakespeare. Além disso, apresentou por diversas vezes o programa Saturday Night Live (sete vezes, até abril de 2008); seu papel mais célebre no programa foi o produtor musical Bruce Dickinson, no esquete "More Cowbell".
Walken fez sua estreia como diretor de cinema e roteirista com o curta-metragem Popcorn Shrimp, em 2001. Também escreveu e interpretou o papel principal de uma peça teatral sobre o cantor Elvis Presley, chamada Him em 1995.

## Biografia
Batizado em homenagem ao ator Ronald Colman, Ronald Walken nasceu em Astoria, no Queens, em Nova Iorque, numa família metodista. Sua mãe, Rosalie (nascida Russell; (1906–2010)), era uma imigrante escocesa de Glasgow, e seu pai, Paul Walken (1903–2001), migrou da Alemanha em 1928 com seus irmãos, Wilhelm e Alois. Seu pai era proprietário e gerente de uma padaria, a "Walken's Bakery", em Astoria.
Influenciado pelos sonhos de estrelato de sua mãe, Walken, juntamente com seus irmãos, Kenneth e Glenn, foram atores infantis na televisão durante a década de 1950. Estudou na Universidade Hofstra, em Long Island, porém não chegou a se formar. Teve um treinamento inicial como dançarino, no Washington Dance Studio, antes de passar a interpretar papéis dramáticos no teatro e, posteriormente, no cinema.

### Vida profissional

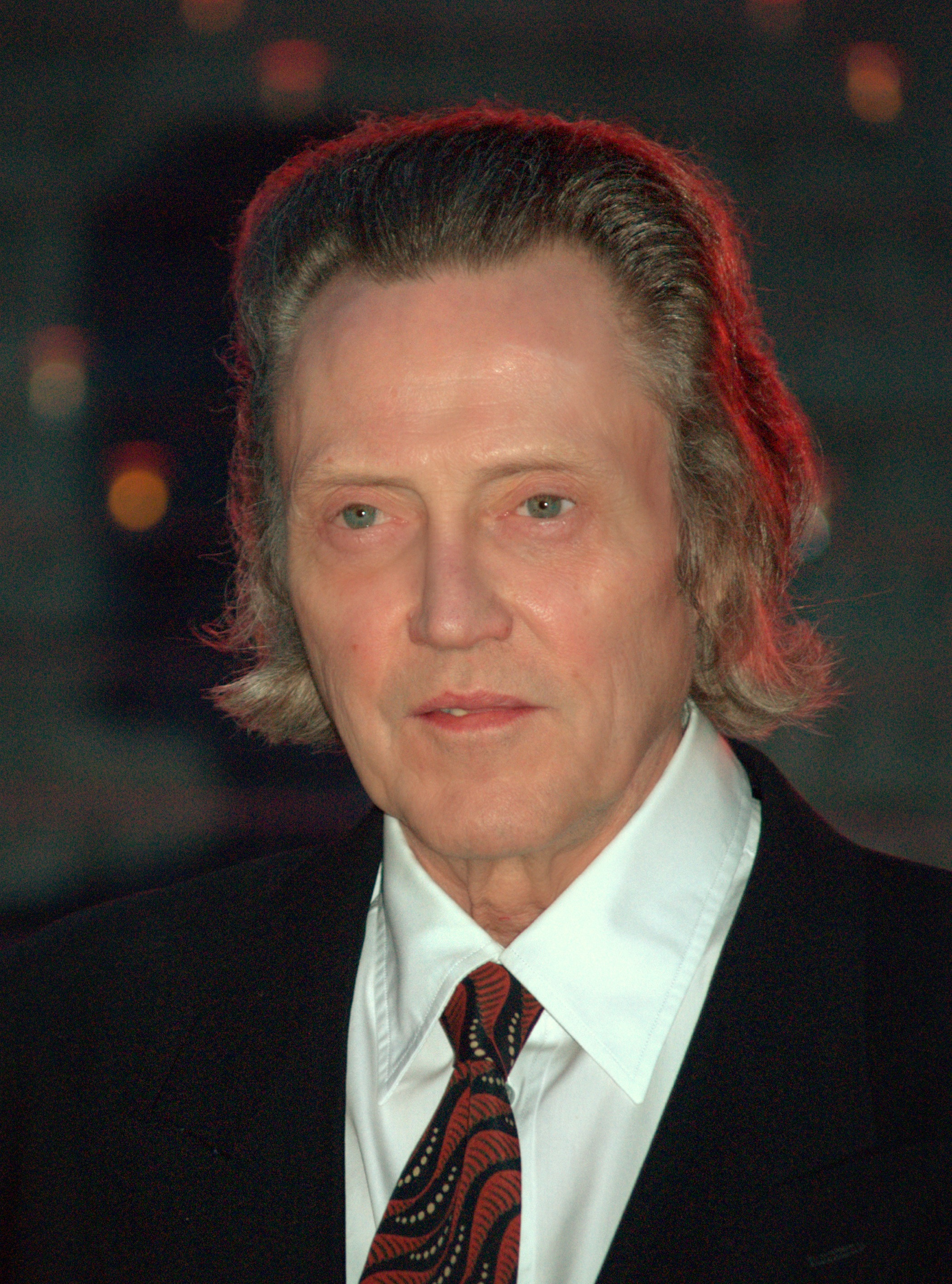
Walken em 2009 no Festival de TriBeCa.

Walken pisou os palcos pela primeira vez aos 10 anos, dançando sapateado com os seus dois irmãos em programas televisivos. Num deles conheceu o ator e comediante Jerry Lewis que o aconselhou a seguir uma carreira artística. Com 15 anos, trabalhou como tratador de felinos num circo para poder pagar um curso de dança.
Em 1959 foi figurante numa peça teatral protagonizada por Liza Minnelli e, no ano seguinte, chegou à Broadway pela mão de Elia Kazan, desempenhando um papel secundário na peça J.B. (1960). Continuou a trabalhar em teatro até que o realizador Sidney Lumet o convidou para desempenhar um pequeno papel no filme The Anderson Tapes (1971), onde trabalhou ao lado de Sean Connery e Harrison Ford. Continuou a fazer cinema e televisão, sempre em participações secundárias como em Roseland (1977) e em Annie Hall (1977), onde pela primeira vez desempenhou um personagem desequilibrado, tónica que viria a marcar a sua carreira futura.
O seu grande êxito foi o desempenho de Nick, um veterano da Guerra do Vietnã, em The Deer Hunter (1978), tornando-se célebre a cena em que joga à roleta russa, vindo a enlouquecer posteriormente devido à pressão da guerra. A interpretação valeu-lhe o Oscar de melhor ator coadjuvante, mas os seus desempenhos posteriores como protagonista foram afetados pelos fracassos comerciais: The Last Embrace (1979), The Dogs of War (1981) e Heaven's Gate (1980).
Protagonizou, ao lado de Natalie Wood, o último filme desta, Brainstorm (1983), tendo estado presente no iate na noite em que a atriz se afogou. David Cronenberg chamou-o para estrelar The Dead Zone (1983), que viria a tornar-se um filme cult.
Neste filme, desempenhou John Smith, que sobrevive a um acidente grave, desenvolvendo poderes telepáticos, conseguindo adivinhar o destino de uma pessoa através do contato físico.
Walken foi um dos mais carismáticos vilões da saga de James Bond, em A View to a Kill (1985), e um pai malévolo que inicia o seu filho nos meandros do crime, em At Close Range (1986). Continuou na saga do desempenho de personagens neuróticos: em Biloxi Blues (1988), foi um sargento pouco convencional, e, em King of New York (1990), vestiu a pele de chefe mafioso filantrópico num ambiente pós-moderno.
Foi também o requintado vilão Max Schreck, em Batman Returns (1992), e, a partir daí, foi presença constante como ator convidado em filmes como Wayne's World 2 (1993), Pulp Fiction (1994), Nick of Time (1995), Sleepy Hollow (1999), Blast From the Past (1999), The Affair of the Necklace (2001) e Catch Me If You Can (2002), tendo obtido, com esta última interpretação, uma nomeação para o Oscar de melhor ator coadjuvante.

## Vida pessoal
Em 1963, Walken conheceu Georgianne Thon durante uma turnê de West Side Story. Eles se casaram em janeiro de 1969. O casal não tem filhos e Walken declarou em entrevistas que não ter filhos é uma das razões pelas quais ele teve uma carreira tão prolífica.
Walken discutiu seus sentimentos sobre sexualidade em uma entrevista de 1973 com After Dark promovendo sua aparição como Bassanio em The Merchant of Venice. "Eu suponho que penso no homem que estou interpretando como bissexual, e suponho que é assim que penso em mim também. Eu odiaria pensar que fui atrelado à heterossexualidade. Quer dizer, minha vida é heterossexual, mas eu gosto de pensar que minha cabeça é bissexual, e acho que é uma boa ideia que todos comecem a se acostumar com essa noção, porque dessa forma a pessoa se torna ciente de muito mais coisas."
Em 29 de novembro de 1981, Walken estava com Natalie Wood e Robert Wagner no iate de Wagner na noite em que Wood desapareceu e, posteriormente, foi encontrada morta por afogamento. Walken não foi considerado suspeito pelas autoridades. O caso foi reaberto em novembro de 2011, Walken mais uma vez não foi considerado suspeito e cooperou totalmente com eles na investigação.

## Carreira

### Cinema
| Ano  | Filme                                   | Título no Brasil                                   | Papel                                      |
| ---- | --------------------------------------- | -------------------------------------------------- | ------------------------------------------ |
| 1966 | Barefoot in Athens                      |                                                    | Lamprocles                                 |
| 1969 | The Three Musketeers                    |                                                    | John Felton                                |
| 1969 | Me and My Brother                       |                                                    | O Diretor                                  |
| 1971 | The Anderson Tapes                      | O Golpe de John Anderson                           | O Garoto                                   |
| 1972 | The Happiness Cage                      |                                                    | James H. Reese                             |
| 1975 | Valley Forge                            |                                                    | O Hessiano                                 |
| 1976 | Next Stop, Greenwich Village            | Próxima Parada, Bairro Boêmio                      | Robert                                     |
| 1977 | The Sentinel                            | A Sentinela dos Malditos                           | Det. Rizzo                                 |
| 1977 | Annie Hall                              | Noivo Neurótico, Noiva Nervosa                     | Duane Hall                                 |
| 1977 | Roseland                                | A Magia da Dança                                   | Russel (The Hustle)                        |
| 1978 | Shoot the Sun Down                      |                                                    | Mr. Rainbow                                |
| 1978 | The Deer Hunter                         | O Franco Atirador                                  | Nikanor "Nick" Chevotarevich               |
| 1979 | Last Embrace                            | O Abraço da Morte                                  | Eckart                                     |
| 1980 | Heaven's Gate                           | O Portal do Paraíso                                | Nathan D. Champion                         |
| 1981 | The Dogs of War                         | Cães de Guerra                                     | James "Jamie" Shannon                      |
| 1981 | Pennies from Heaven                     | Dinheiro do Céu                                    | Tom                                        |
| 1983 | Who Am I This Time?                     |                                                    | Harry Nash                                 |
| 1983 | Brainstorm                              | Projeto Brainstorm                                 | Dr. Michael Anthony Brace                  |
| 1983 | The Dead Zone                           | Na Hora da Zona Morta                              | Johnny Smith                               |
| 1985 | A View to a Kill                        | 007 - Na Mira dos Assassinos                       | Max Zorin                                  |
| 1986 | At Close Range                          | Caminhos Violentos                                 | Bruce Johnston                             |
| 1987 | Deadline                                | Testemunha de Guerra                               | Don Stevens                                |
| 1988 | The Milagro Beanfield War               | Rebelião em Milagro                                | Kyril Montana                              |
| 1988 | Biloxi Blues                            | Metido em Encrencas                                | Sgt. Merwin J. Toomey                      |
| 1988 | Puss in Boots                           | O Gato de Botas                                    | Gato de Botas                              |
| 1988 | Homeboy                                 | Chance de Vencer                                   | Wesley Pendergass                          |
| 1989 | Communion                               | Estranhos Visitantes                               | Louis Whitley Strieber                     |
| 1990 | King of New York                        | O Rei de Nova York                                 | Frank White                                |
| 1990 | The Comfort of Strangers                | Uma Estranha Passagem em Veneza                    | Robert                                     |
| 1991 | Sarah, Plain and Tall                   | Sarah                                              | Jacob Witting                              |
| 1991 | McBain                                  | McBain - O Guerreiro Moderno                       | Bobby McBain                               |
| 1992 | Mistress                                | A Amante                                           | Warren Zell                                |
| 1992 | Batman Returns                          | Batman: O Retorno                                  | Max Schreck                                |
| 1992 | Day of Atonement                        | Narcodólares - Uma Cilada de Filho para Pai        | Pasco Meisner                              |
| 1992 | All-American Murder                     | Suspeito de Assassinato                            | P.J. Decker                                |
| 1993 | Scam                                    | Scam - Programa Assassino                          | Jack Shanks                                |
| 1993 | Skylark                                 | Sarah II - O Desafio de Uma Vida                   | Jacob Witting                              |
| 1993 | True Romance                            | Amor à Queima-Roupa                                | Vincenzo Coccotti                          |
| 1993 | Wayne's World 2                         | Quanto Mais Idiota Melhor 2                        | Robert C. "Bobby" Cahn                     |
| 1994 | A Business Affair                       | Uma Questão de Negócios                            | Vanni Corso                                |
| 1994 | Pulp Fiction                            | Pulp Fiction: Tempo de Violência                   | Capitão Koons                              |
| 1995 | Nick of Time                            | Minutos Contados                                   | Sr. Smith                                  |
| 1995 | The Prophecy                            | Anjos Rebeldes                                     | Gabriel                                    |
| 1995 | The Addiction                           | O Vício                                            | Peina                                      |
| 1995 | Things to Do in Denver When You're Dead | Coisas para Fazer em Denver Quando Você está Morto | The Man with the Plan                      |
| 1995 | Search and Destroy                      | Cercar e Destruir                                  | Kim Ulander                                |
| 1995 | Wild Side                               | Nas Garras do Crime                                | Bruno Buckingham                           |
| 1996 | Last Man Standing                       | O Último Detetive                                  | Hickey                                     |
| 1996 | Celluloide                              |                                                    | Rod Geiger                                 |
| 1996 | Basquiat                                | Basquiat - Traços de uma Vida                      | O Entrevistador                            |
| 1996 | The Funeral                             | Os Chefões                                         | Raimundo Tempio                            |
| 1997 | Excess Baggage                          | Excesso de Bagagem                                 | Raymond "Ray" Perkins                      |
| 1997 | Suicide Kings                           | Jogo Suicida                                       | Carlo Bartolucci/Charlie Barret            |
| 1997 | MouseHunt                               | Um Ratinho Encrenqueiro                            | Caeser, o Exterminador                     |
| 1997 | Touch                                   |                                                    | Bill Hill                                  |
| 1998 | The Prophecy II                         | Anjos Rebeldes 2                                   | Gabriel                                    |
| 1998 | Illuminata                              | Illuminata                                         | Umberto Bevalaqua                          |
| 1998 | New Rose Hotel                          | Enigma do Poder                                    | Fox                                        |
| 1998 | Trance                                  | A Maldição da Múmia                                | Tio Bill Ferriter                          |
| 1998 | Antz                                    | FormiguinhaZ                                       | Col. Cutter (voz)                          |
| 1999 | Sleepy Hollow                           | A Lenda do Cavaleiro sem Cabeça                    | Cavaleiro Hessiano                         |
| 1999 | Kiss Toledo Goodbye                     | Todos Querem Kevin                                 | Max                                        |
| 1999 | Sarah, Plain and Tall: Winter's End     | Um Novo Reencontro                                 | Jacob Witting                              |
| 1999 | Vendetta                                | Vendetta - Escravos do Ódio                        | James Houston                              |
| 1999 | Blast from the Past                     | De Volta para o Presente                           | Calvin Webber                              |
| 2000 | The Prophecy 3: The Ascent              | Anjos Rebeldes 3 - O Ascendente                    | Gabriel                                    |
| 2000 | The Opportunists                        | Os Oportunistas                                    | Victor "Vic" Kelly                         |
| 2001 | Joe Dirt                                | Joe Sujo                                           | Gert B. "Clem" Frobe/ Anthony Benandetti   |
| 2001 | The Affair of the Necklace              | O Enigma do Colar                                  | Alessandro Cagliostro                      |
| 2001 | America's Sweethearts                   | Os Queridinhos da América                          | Hal Weidmann                               |
| 2001 | Scotland, Pa.                           | Scotland, Pa.                                      | Macduff                                    |
| 2001 | Popcorn Shrimp                          |                                                    | Roteirista, diretor                        |
| 2001 | Jungle Juice                            |                                                    | Roy                                        |
| 2002 | Catch Me if You Can                     | Prenda-me se For Capaz                             | Frank Abagnale Sr.                         |
| 2002 | Plots with a View                       | Túmulo com Vista                                   | Frank Featherbed                           |
| 2002 | Engine Trouble                          |                                                    | Rusty (voz)                                |
| 2002 | Poolhall Junkies                        | O Chacal não Perdoa                                | Tio Mike Flynn                             |
| 2002 | Julius Caesar                           | Júlio César (Série)                                | Catão, o Moço                              |
| 2002 | The Country Bears                       | Beary e os Ursos Caipiras                          | Reed Thimple                               |
| 2003 | Kangaroo Jack                           | Canguru Jack                                       | Salvatore "Sal" Maggio                     |
| 2003 | The Rundown                             | Bem Vindo à Selva                                  | Hatcher                                    |
| 2003 | Gigli                                   | Contato de Risco                                   | Det. Stanley Jacobellis                    |
| 2004 | Envy                                    | A Inveja Mata                                      | J-Man                                      |
| 2004 | The Stepford Wives                      | Mulheres Perfeitas                                 | Mike Wellington                            |
| 2004 | Around the Bend                         | Segredos de Família                                | Turner Lair                                |
| 2004 | Man on Fire                             | Chamas da Vingança                                 | Paul Rayburn                               |
| 2005 | Wedding Crashers                        | Penetras Bons de Bico                              | William Cleary                             |
| 2005 | Domino                                  | Domino: A Caçadora de Recompensas                  | Mark Heiss                                 |
| 2005 | Romance and Cigarettes                  | Romance e Cigarros                                 | Primo Bo                                   |
| 2006 | Click                                   | Click                                              | Morty                                      |
| 2006 | Man of the Year                         | Candidato Aloprado                                 | Jack Menkan                                |
| 2006 | Fade to Black                           | Um Nome na Lista                                   | Brewster                                   |
| 2007 | Hairspray                               | Hairspray - Em Busca da Fama                       | Wilbur Turnblad                            |
| 2007 | Balls of Fury                           | Bolas em Pânico                                    | Feng                                       |
| 2008 | Evil Calls: The Raven                   |                                                    | Raven (voz)                                |
| 2008 | Five Dollars a Day                      | De Golpe em Golpe                                  | Nat Parker                                 |
| 2009 | The Maiden Heist                        | Um Crime Nada Perfeito                             | Roger                                      |
| 2011 | Kill the Irishman                       | O Mafioso                                          | Shondor Birns                              |
| 2012 | Gods Behaving Badly                     |                                                    | Zeus                                       |
| 2013 | Seven Psychopaths                       | br: Sete Psicopatas e um Shih Tzu                  | Hans                                       |
| 2014 | Turks & Caicos                          | Caribe: A trajetória de Worricker                  | Curtis Pelissier                           |
| 2014 | Jersey Boys                             | Jersey Boys: Em Busca da Música                    | Gyp DeCarlo                                |
| 2015 | One More Time                           | Mais Uma Vez                                       | Paul                                       |
| 2015 | The Family Fang                         | Desafiando a Arte                                  | Caleb Fang                                 |
| 2015 | Joe Dirt 2: Beautiful Loser             | Joe Sujo 2                                         | Anthony Benedetti/Clem Doore/Gert B. Frobe |
| 2016 | Eddie the Eagle                         | Voando Alto                                        | Warren Sharp                               |
| 2016 | The Jungle Book                         | Mogli, o Menino Lobo                               | Rei Louie (voz)                            |
| 2016 | Nine Lives                              | Virei Um Gato                                      | Felix Perkins                              |
| 2017 | Father Figures                          | Correndo atrás de um pai                           | Dr. Walter Tinkler                         |
| 2018 | Irreplaceable You                       | Perfeita Pra Você                                  | Myron                                      |
| 2019 | The Jesus Rolls                         |                                                    | Warden                                     |
| 2020 | Percy                                   | Uma voz contra o poder                             | Percy Schmeiser                            |
| 2024 | Dune: Part Two                          | Duna: Parte Dois                                   | Imperador Shaddam IV                       |

### Televisão
| Ano  | Programa                          | Papel                | Exibição              |
| ---- | --------------------------------- | -------------------- | --------------------- |
| 1953 | The Wonderful John Acton[III]     | Kevin Acton          | Personagem recorrente |
| 1954 | The Motorola Television Hour[III] |                      | 1 episódio            |
| 1954 | The Guiding Light                 | Michael "Mike" Bauer | 1954–1956             |
| 1963 | Naked City[III]                   | Chris Johannis       | 1 episódio            |
| 1970 | Hawaii Five-O                     | Walt Kramer          | 1 episódio            |
| 1977 | Kojak                             | Ben Wiley            | 1 episódio            |
| 2022 | Severance                         | Burt                 | Papel principal       |

↑  III Creditado como "Ronnie Walken."

#### Participações noSaturday Night Live
Christopher Walken apresentou o Saturday Night Live por sete vezes, e assim faz parte do "Five-Timers Club", um grupo seleto de celebridades que já apresentaram o programa por cinco ou mais vezes. Entre os papéis que interpretou no programa estão o personagem-título do esquete "The Continental" e o produtor musical fictício Bruce Dickinson em "More Cowbell". Em 2004 foi lançado o DVD The Best of Christopher Walken, com os melhores momentos das várias aparições de Walken no programa.
| Data de exibição        | Convidado musical    |
| ----------------------- | -------------------- |
| 20 de janeiro de 1990   | Bonnie Raitt         |
| 24 de outubro de 1992   | Arrested Development |
| 13 de janeiro de 1996   | Joan Osborne         |
| 8 de abril de 2000      | Christina Aguilera   |
| 19 de maio de 2001      | Weezer               |
| 22 de fevereiro de 2003 | Foo Fighters         |
| 5 de abril de 2008      | Panic at the Disco   |

### Prêmios e indicações
| Academy Awards | Academy Awards      | Academy Awards | Academy Awards | Academy Awards          |
| Ano            | Filme               | Resultado      | Prêmio         | Categoria               |
| -------------- | ------------------- | -------------- | -------------- | ----------------------- |
| 1979           | The Deer Hunter     | Venceu         | Oscar          | Melhor ator coadjuvante |
| 2003           | Catch Me If You Can | Indicado       | Oscar          | Melhor ator coadjuvante |

| Emmys do Primetime | Emmys do Primetime    | Emmys do Primetime | Emmys do Primetime | Emmys do Primetime |
| Ano                | Filme                 | Resultado          | Prêmio             | Categoria          |
| ------------------ | --------------------- | ------------------ | ------------------ | ------------------ |
| 1991               | Sarah, Plain and Tall | Indicado           | Emmy Award         | Ator convidado     |

| Golden Globes | Golden Globes   | Golden Globes | Golden Globes | Golden Globes           |
| Ano           | Filme           | Resultado     | Prêmio        | Categoria               |
| ------------- | --------------- | ------------- | ------------- | ----------------------- |
| 1978          | The Deer Hunter | Indicado      | Golden Globe  | Melhor ator coadjuvante |

| BAFTA Awards | BAFTA Awards        | BAFTA Awards | BAFTA Awards | BAFTA Awards |
| Ano          | Filme               | Resultado    | Prêmio       | Categoria    |
| ------------ | ------------------- | ------------ | ------------ | ------------ |
| 1979         | The Deer Hunter     | Indicado     | BAFTA        | Melhor ator  |
| 2002         | Catch Me if You Can | Venceu       | BAFTA        | Melhor ator  |

| National Society of Film Critics Awards | National Society of Film Critics Awards | National Society of Film Critics Awards | National Society of Film Critics Awards | National Society of Film Critics Awards |
| Ano                                     | Filme                                   | Resultado                               | Prêmio                                  | Categoria                               |
| --------------------------------------- | --------------------------------------- | --------------------------------------- | --------------------------------------- | --------------------------------------- |
| 2002                                    | Catch Me if You Can                     | Venceu                                  | NSFC Award                              | Melhor ator coadjuvante                 |

| New York Film Critics Circle Awards | New York Film Critics Circle Awards | New York Film Critics Circle Awards | New York Film Critics Circle Awards | New York Film Critics Circle Awards |
| Ano                                 | Filme                               | Resultado                           | Prêmio                              | Categoria                           |
| ----------------------------------- | ----------------------------------- | ----------------------------------- | ----------------------------------- | ----------------------------------- |
| 1978                                | The Deer Hunter                     | Venceu                              | NYFCC                               | Melhor ator coadjuvante             |

| Golden Raspberry Awards | Golden Raspberry Awards | Golden Raspberry Awards | Golden Raspberry Awards | Golden Raspberry Awards |
| Ano                     | Filme                   | Resultado               | Prêmio                  | Categoria               |
| ----------------------- | ----------------------- | ----------------------- | ----------------------- | ----------------------- |
| 2002                    | The Country Bears       | Indicado                | Razzie Award            | Pior ator coadjuvante   |

| Prémios Screen Actors Guild | Prémios Screen Actors Guild | Prémios Screen Actors Guild | Prémios Screen Actors Guild | Prémios Screen Actors Guild |
| Anno                        | Filme                       | Resultado                   | Prêmio                      | Categoria                   |
| --------------------------- | --------------------------- | --------------------------- | --------------------------- | --------------------------- |
| 2002                        | Catch Me if You Can         | Venceu                      | SAG Award                   | Melhor ator coadjuvante     |
| 2007                        | Hairspray                   | Indicado                    | SAG Award                   | Melhor elenco               |

| Satellite Awards | Satellite Awards | Satellite Awards | Satellite Awards | Satellite Awards        |
| Ano              | Filme            | Resultado        | Prêmio           | Categoria               |
| ---------------- | ---------------- | ---------------- | ---------------- | ----------------------- |
| 2004             | Around the Bend  | Venceu           | Satellite Award  | Melhor ator coadjuvante |

| Montreal World Film Festival Awards | Montreal World Film Festival Awards | Montreal World Film Festival Awards | Montreal World Film Festival Awards | Montreal World Film Festival Awards |
| Ano                                 | Filme                               | Resultado                           | Prêmio                              | Categoria                           |
| ----------------------------------- | ----------------------------------- | ----------------------------------- | ----------------------------------- | ----------------------------------- |
| 2004                                | Around the Bend                     | Venceu                              | WFF Award                           | Melhor ator                         |

| MTV Movie Awards | MTV Movie Awards | MTV Movie Awards | MTV Movie Awards | MTV Movie Awards |
| Ano              | Filme            | Resultado        | Prêmio           | Categoria        |
| ---------------- | ---------------- | ---------------- | ---------------- | ---------------- |
| 2000             | Sleepy Hollow    | Indicado         | Golden Popcorn   | Melhor vilão     |

| Saturn Awards | Saturn Awards | Saturn Awards | Saturn Awards | Saturn Awards           |
| Ano           | Filme         | Resultado     | Prêmio        | Categoria               |
| ------------- | ------------- | ------------- | ------------- | ----------------------- |
| 1983          | The Dead Zone | Indicado      | Saturn Award  | Melhor ator             |
| 1991          | The Prophecy  | Indicado      | Saturn Award  | Melhor ator coadjuvante |
| 1999          | Sleepy Hollow | Indicado      | Saturn Award  | Melhor ator coadjuvante |

| American Comedy Awards | American Comedy Awards | American Comedy Awards | American Comedy Awards | American Comedy Awards |
| Ano                    | Programa               | Resultado              | Prêmio                 | Categoria              |
| ---------------------- | ---------------------- | ---------------------- | ---------------------- | ---------------------- |
| 2001                   | Saturday Night Live    | Venceu                 | American Comedy Award  | Ator convidado         |

| Hollywood Film Festival | Hollywood Film Festival | Hollywood Film Festival | Hollywood Film Festival | Hollywood Film Festival |
| Ano                     | Filme                   | Resultado               | Prêmio                  | Categoria               |
| ----------------------- | ----------------------- | ----------------------- | ----------------------- | ----------------------- |
| 2007                    | Hairspray               | Venceu                  | Hollywood Film Festival | Ator favorito           |

| Broadcast Film Critics Association Awards | Broadcast Film Critics Association Awards | Broadcast Film Critics Association Awards | Broadcast Film Critics Association Awards | Broadcast Film Critics Association Awards |
| Ano                                       | Filme                                     | Resultado                                 | Prêmio                                    | Categoria                                 |
| ----------------------------------------- | ----------------------------------------- | ----------------------------------------- | ----------------------------------------- | ----------------------------------------- |
| 2008                                      | Hairspray                                 | Venceu                                    | Critic's Choice Movie Award               | Ator favorito                             |

| Málaga International Week of Fantastic Cinema | Málaga International Week of Fantastic Cinema | Málaga International Week of Fantastic Cinema | Málaga International Week of Fantastic Cinema | Málaga International Week of Fantastic Cinema |
| Ano                                           | Filme                                         | Resultado                                     | Prêmio                                        | Categoria                                     |
| --------------------------------------------- | --------------------------------------------- | --------------------------------------------- | --------------------------------------------- | --------------------------------------------- |
| 1997                                          | The Addicition                                | Venceu                                        | Special Mention Award                         | Melhor ator                                   |

| Shanghai International TV Festival | Shanghai International TV Festival | Shanghai International TV Festival | Shanghai International TV Festival | Shanghai International TV Festival |
| Ano                                | Filme                              | Resultado                          | Prêmio                             | Categoria                          |
| ---------------------------------- | ---------------------------------- | ---------------------------------- | ---------------------------------- | ---------------------------------- |
| 1988                               | Deadline                           | Venceu                             | Magnolia Award                     | Melhor ator                        |

| ShoWest Convention | ShoWest Convention                                                            | ShoWest Convention | ShoWest Convention | ShoWest Convention      |
| Ano                | Filme                                                                         | Resultado          | Prêmio             | Categoria               |
| ------------------ | ----------------------------------------------------------------------------- | ------------------ | ------------------ | ----------------------- |
| 2003               | Poolhall Junkies, The Country Bears, Catch Me If You Can, e Plots with a View | Venceu             | ShoWest Award      | Melhor ator coadjuvante |

| Fango Chainsaw Awards | Fango Chainsaw Awards | Fango Chainsaw Awards | Fango Chainsaw Awards | Fango Chainsaw Awards |
| Ano                   | Filme                 | Resultado             | Prêmio                | Categoria             |
| --------------------- | --------------------- | --------------------- | --------------------- | --------------------- |
| 1995                  | The Prophecy          | Venceu                | Fango Chainsaw Award  | Melhor ator           |

| VH1 Awards | VH1 Awards                    | VH1 Awards | VH1 Awards | VH1 Awards  |
| Ano        | Filme                         | Resultado  | Prêmio     | Categoria   |
| ---------- | ----------------------------- | ---------- | ---------- | ----------- |
| 2001       | Fatboy Slim: Weapon of Choice | Venceu     | VH1 Award  | Melhor ator |

| Los Angeles Film Critics Association | Los Angeles Film Critics Association | Los Angeles Film Critics Association | Los Angeles Film Critics Association | Los Angeles Film Critics Association |
| Ano                                  | Filme                                | Resultado                            | Prêmio                               | Categoria                            |
| ------------------------------------ | ------------------------------------ | ------------------------------------ | ------------------------------------ | ------------------------------------ |
| 2002                                 | Catch Me If You Can                  | Vencido                              | L.A. Film Critic's Award             | Melhor ator coadjuvante              |

| MTV Video Music Awards | MTV Video Music Awards        | MTV Video Music Awards | MTV Video Music Awards | MTV Video Music Awards |
| Ano                    | Filme                         | Resultado              | Prêmio                 | Categoria              |
| ---------------------- | ----------------------------- | ---------------------- | ---------------------- | ---------------------- |
| 2001                   | Fatboy Slim: Weapon of Choice | Venceu                 | MTV Video Music Award  | Melhor coreografia     |